# Funk ousadia
Le funk ousadia, ou funk picante, est l'un des sous-genres musicaux du funk carioca, ayant émergé autour de l'année 2013 dans la ville de São Paulo, au Brésil, dont les paroles sont basées sur des chansons liées à l'érotisme avec des jeux de mots humoristiques. Le genre a été désigné par plusieurs médias brésiliens comme le remplaçant du funk ostentação, qui a perdu en popularité à la fin de cette année-là. La présence d'humour dans les chansons différencie ce genre des chansons de Mr. Catra et MC Magrinho, qui ont un attrait sexuel plus clair et plus évident.
Parmi les principaux musiciens de ce genre, on trouve MC Pikachu, MC 2K et MC Bin Laden.